# Marais de Bruges, Blanquefort et Parampuyre
Marais de Bruges, Blanquefort et Parampuyre este o arie protejată (sit de importanță comunitară — SCI) din Franța întinsă pe o suprafață de 256 ha, integral pe uscat.

## Localizare
Centrul sitului Marais de Bruges, Blanquefort et Parampuyre este situat la coordonatele 44°54′07″N 0°35′51″W / 44.90194°N 0.5975°V.

## Înființare
Situl Marais de Bruges, Blanquefort et Parampuyre a fost declarat arie specială de conservare în baza directivei 92/43 din 1992 referitoare la conservarea habitatelor naturale și a faunei și florei sălbatice pentru a proteja 6 specii de animale.

## Biodiversitate
Situată în ecoregiunea atlantică, aria protejată conține 4 habitate naturale: Lacuri eutrofice naturale cu vegetație de tip Magnopotamion sau Hydrocharition, Liziere de ierburi înalte hidrofile de câmpie și de nivel montan până la alpin, Păduri aluvionare cu Alnus glutinosa și Fraxinus excelsior (Alno-Padion, Alnion incanae, Salicion albae), Păduri mixte riverane de Quercus robur, Ulmus laevis și Ulmus minor, Fraxinus excelsior sau Fraxinus angustifolia, de-a lungul marilor râuri (Ulmenion minoris).
La baza desemnării sitului se află mai multe specii protejate:
- mamifere (1): nurcă (Mustela lutreola)
- nevertebrate (4): croitorul mare al stejarului (Cerambyx cerdo), Coenagrion mercuriale, rădașcă (Lucanus cervus), fluturele purpuriu (Lycaena dispar)
- reptile (1): țestoasa de baltă (Emys orbicularis)